# Condado de Tipperary Norte
O Condado de Tipperary Norte (Tiobraid Árann Thuaidh em irlandês) é um condado da República da Irlanda, na província de Munster, no sul do país. Está separado da outra metade do Condado de Tipperary desde 1898, quando, ainda sob o domínio britânico, os condados tradicionais da Irlanda foram reconhecidos para fins administrativos. Sua capital é Nenagh.
Os condados vizinhos de Tipperary Norte são Galway a noroeste e norte, Offaly a nordeste, Laois e Kilkenny a leste, Tipperary Sul a sul, Limerick a sudoeste e Clare a oeste.